# Renee Manfredi
Renee Manfredi (geboren in den 1980er Jahren) ist eine US-amerikanische Athletin. Bei den Special Olympics USA Games in Seattle 2018 gewann sie mit ihrem Fußballteam die Goldmedaille. 

## Leben
Der Vater von Renee Manfredi ging zur Marine, als sie ein Jahr alt war und blieb bis 2016 dreißig Jahre lang im Dienst. Deshalb zog sie siebenmal um, von Newport, Rhode Island, nach Kalifornien, Hawaii, Florida, Virginia, Bahrain und zurück nach Hawaii. In Bahrain verbrachte sie fünf Jahre. Seit 2022 lebt sie in Texas.
Mit neun Jahren wurde bei Manfredi Autismus festgestellt. Als sie auf Hawaii lebte, kam sie mit Special Olympics in Kontakt und ist dort seit 2008 in den Bereichen Fußball, Basketball, Schwimmen, Softball und Leichtathletik aktiv. In den 2020er Jahren kam das Stand-Up-Paddling hinzu.
Manfredi ist eine versierte Sängerin. Sie trat bei der Eröffnungszeremonie der Spiele von Special Olympics Hawaii auf, gewann 2007 in Hawaii bei der Fernsehtalentshow Außergewöhnliche Fähigkeiten (Extraordinary Abilities Hawaii Stars) und sang 2019 auf Einladung der Boston Red Sox sowie 2022 für die WNBA Dallas Wings die Nationalhymne.

## Sportliche Erfolge
Bei den Special Olympics USA Games in Seattle 2018 gewann sie mit ihrem Fußballteam, den Terminators, die Goldmedaille. 2018 wurde sie auch als Athletin des Jahres ausgewählt.

## Aufgaben in der Öffentlichkeitsarbeit
Sie wurde für den Zeitraum 2019 mit 2023 für Hawaii als Health Messenger und Sargent Shriver International Global Messenger ausgewählt und war Vertreterin der Athletinnen und Athleten im Direktorium von Special Olympics Hawaii.
Auch außerhalb von Special Olympics übernahm Manfredi in Hawaii Aufgaben in der Öffentlichkeit. Seit 2022 hat sie einen Sitz im Hawaii Developmental Diabilities Council und arbeitet für das Hawaii Developmental Disabilities Council sowie das Support Parent Information Network Advisory Committee of Hawaii. Sie hat den Vorsitz im Participants' Council inne und ist im Advisory Committee for the Valuable 500. Bis zu ihrem Umzug nach Texas war Manfredi für Special Olympics Hawaii Athlete Leadership and Healthy Communities Assistant.
In Texas übernahm sie bei Special Olympics International eine Beratungstätigkeit für Leadership and Organizational Development and Health Teams.